# رابی مک‌یوئن
رابی مک‌یوئن (اسپانیایی: Robbie McEwen‎؛ زادهٔ ۲۴ ژوئن ۱۹۷۲) دوچرخه‌سوار اهل استرالیا است.
وی در مسابقات کشوری و بین‌المللی در مجموع برندهٔ ۱ مدال نقره شده‌است.